# Richie Guerin
Richard Vincent Guerin (* 29. Mai 1932 in New York City, New York) ist ein ehemaliger US-amerikanischer Basketballspieler und -trainer.

## Karriere
Nach seiner Zeit am Iona College meldete sich Guerin für die NBA-Draft 1954 an. Der Guard wurde in der zweiten Runde an insgesamt 17. Position von den New York Knicks ausgewählt. Sein erstes Spiel für die Knicks konnte er erst 1956 absolvieren, weil er zuvor noch zwei Jahre Militärdienst bei den Marines ableisten musste. In der Saison 1958/59 konnte sich Guerin das einzige Mal mit den Knicks für die Playoffs qualifizieren. Dort unterlag man den Syracuse Nationals mit 0:2. Von 1958 bis 1963 wurde er zum All-Star Game eingeladen. 1959, 1960 und 1962 wurde er zusätzlich ins All-NBA Second Team gewählt. In den vier Jahren ab der Saison 1959/60 erzielte er sowohl die meisten Punkte als auch die meisten Assists für die Knicks. In der Saison 1961/62 erzielte er pro Spiel durchschnittlich 29,5 Punkte. Mit 21 Assists in einem Spiel 1958 und 57 Punkten in einem Spiel 1959 stellte er zwei weitere Franchiserekorde auf. Für die Knicks war die Zeit mit Guerin wenig erfolgreich. Nach der Teilnahme an den Playoffs 1959 wurden in den folgenden vier Jahren nur zwischen 26 und 36 Prozent der Saisonspiele gewonnen.
Am 18. Oktober 1963 wurde Richie Guerin für einen Zweitrundendraftpick und einen Ausgleichsbetrag zu den St. Louis Hawks transferiert. In seiner zweiten Saison wurde er zum Spielertrainer und übernahm die Mannschaft von Harry Gallatin.
In der 1965er Expansion Draft wurde er als Spieler von den Seattle SuperSonics ausgewählt. Er spielte aber nie für Seattle und trainierte weiter St. Louis. In der Saison 1967/68 erreichten die Hawks mit 56 Siegen den ersten Platz im Westen. Guerin wurde zum Coach of the Year gewählt.
Vor der Saison 1968/69 wurde das Franchise von St. Louis nach Atlanta verlegt. Am 15. November 1968 wurde Richie Guerin im Tausch gegen Dick Smith als Spieler zurück zu den Hawks transferiert und stellte sich sporadisch wieder selbst auf. Seinen letzten Einsatz als Spieler hatte er im vierten Spiel des Halbfinales der Playoffs 1970 gegen die Los Angeles Lakers. Im Alter von 37 Jahren erzielte er 21 Punkte, 5 Rebounds und 3 Assists, konnte aber trotzdem nicht verhindern, dass die Hawks die Serie mit 0:4 verloren. In seiner gesamten NBA-Karriere erzielte Guerin in 848 Spielen insgesamt 14.676 Punkte. Er kam auf 4.211 Assists und holte 4.278 Rebounds.
Bei den Hawks trainierte er Spieler wie Bob Pettit, Lenny Wilkens oder Pete Maravich, die später in die Hall of Fame aufgenommen wurden oder Lou Hudson. In seinen acht Jahren als Trainer der Hawks erreichte das Team immer die Playoffs, konnte sich aber nie für die Finals qualifizieren. Sein Nachfolger wurde Cotton Fitzsimmons.
Nach dem Ende seiner Trainerkarriere arbeitete er noch ein Jahr als Funktionär für die Hawks. Später arbeitete er als Sportreporter für sein altes Team aus New York sowie als Börsenmakler an der Wall Street. Guerin ist verheiratet und hat vier Kinder.
2013 wurde Richie Guerin für seine Leistungen als Spieler in die Naismith Memorial Basketball Hall of Fame aufgenommen.